# Karl Ditt
Karl Ditt (* 9. März 1950 in Berlin) ist ein deutscher Historiker.

## Leben
Ditt studierte Germanistik, Geschichte und Philosophie in Münster, Göttingen und Bielefeld. 1980 wurde er an der Universität Bielefeld bei Jürgen Kocka mit einer Arbeit über Industrialisierung, Arbeiterschaft und Arbeiterbewegung in Bielefeld promoviert. Im Wintersemester 1988/89 habilitierte er sich an der Universität Bielefeld mit einer Arbeit zur westfälischen Kulturgeschichte. Seit den 1980er Jahren war Ditt als wissenschaftlicher Referent am LWL-Institut für westfälische Regionalgeschichte tätig. Seit November 2015 ist er im Ruhestand.
Ditts Forschungsschwerpunkte liegen in der deutschen Sozial- und Kulturgeschichte des 19. und 20. Jahrhunderts. An der Debatte um die politische Vergangenheit des westfälischen Schriftstellers Karl Wagenfeld beteiligte er sich mit einem Gutachten.

## Werke (Auswahl)

### Autor
- Zweite Industrialisierung und Konsum. Energieversorgung, Haushaltstechnik und Massenkultur in nordenglischen und westfälischen Städten 1880–1939, Schöningh, Paderborn 2011.
- Raum und Volkstum. Die Kulturpolitik des Provinzialverbandes Westfalen 1923–1945, Aschendorff, Münster 1988.
- Sozialdemokraten im Widerstand. Hamburg in der Anfangsphase des Dritten Reiches, VSA, Hamburg 1984.
- Industrialisierung, Arbeiterschaft und Arbeiterbewegung in Bielefeld 1850–1914, Ardey, Dortmund 1982.

### Herausgeber
- (mit Thomas Küster u. a.): Westfalen in der Moderne 1815–2015. Geschichte einer Region, Aschendorff; 3., durchgesehene Auflage Münster 2015.
- (mit Cordula Obergassel): Vom Bildungsideal zum Standortfaktor. Städtische Kultur und Kulturpolitik in der Bundesrepublik, Schöningh, Paderborn 2012.
- (mit Klaus Tenfelde): Das Ruhrgebiet in Rheinland und Westfalen. Koexistenz und Konkurrenz des Raumbewusstseins im 19. und 20. Jahrhundert, Schöningh, Paderborn 2007.
- (mit Rita Gudermann und Norwich Rüße): Agrarmodernisierung und ökologische Folgen. Westfalen vom späten 18. bis 20. Jahrhundert, Schöningh, Paderborn 2001.
- (mit Sidney Pollard): Von der Heimarbeit in die Fabrik. Industrialisierung und Arbeiterschaft in Baumwoll- und Leinenregionen Westeuropas während des 18. und 19. Jahrhunderts, Schöningh, Paderborn 1992.
- (mit Dagmar Kift): 1889. Bergarbeiterstreik und Wilhelminische Gesellschaft, Linnepe, Hagen 1989.
- (mit Peter Lundgreen und Margret Kraul): Bildungschancen und soziale Mobilität in der städtischen Gesellschaft des 19. Jahrhunderts, Vandenhoeck & Ruprecht, Göttingen 1988.